# Salbia interruptalis
Salbia interruptalis is een vlinder uit de familie van de grasmotten (Crambidae), uit de onderfamilie van de Spilomelinae. De wetenschappelijke naam van deze soort is voor het eerst voorgesteld als Salbiomorpha interruptalis door Hans Georg Amsel in een publicatie uit 1956.
De soort komt voor in Venezuela.